# 名も無い日
『名も無い日』（なもないひ）は、2021年6月11日に公開された日本映画。監督は日比遊一。永瀬正敏、金子ノブアキ、オダギリジョーが兄弟役で初共演を果たす。愛知県、三重県、岐阜県の東海三県では同年5月28日に先行公開されている。

## 概要
監督を務めた日比の半生を基にしたオリジナルストーリーとなっている。
また、今井美樹が『象の背中』以来13年ぶり、実写作品としては4作目となる映画出演を果たす他、名古屋市の全面協力により、劇場映画としては初めて熱田神宮がスクリーンに登場する。

## キャスト
- 小野達也：永瀬正敏（18才の達也：松代大介）
- 小野章人：オダギリジョー（15才の章人：前嶋曜）
- 小野隆史：金子ノブアキ
- 明美：今井美樹[1]
- 小野真希：真木よう子[1]
- 稲葉一男：井上順[1]
- 稲葉奈津子：藤真利子[1]
- 直子：大久保佳代子[1]
- 八木：中野英雄[1]
- 稲葉奈々：岡崎紗絵[1]
- 伊藤久子：木内みどり[1]
- 小野スエ：草村礼子[1]
- 竜太：宍倉秀磨
- 眼科医：窪塚俊介
- 谷口：カトウシンスケ
- 石川：松澤匠
- 看護婦：辻しのぶ

## スタッフ
- 監督：日比遊一
- 音楽：岩代太郎[1]
- 主題歌：エミ・マイヤー「A Day with No Name」[3]
- 撮影監督：高岡ヒロオ[1]
- 照明：岩丸晴一
- 録音：山口勉
- 美術：Yang仁榮[4]
- 編集：洲崎千恵子
- 特別協賛：新宝運輸、アルクス、ナカシャクリエイテブ、あつた蓬莱軒、エクセルイン名古屋熱田、中京コピー、名古屋工学院専門学校、学校法人電波学園、松本小昼堂、あつた宮宿会、協和ケミカル
- 特別協力：熱田神宮
- 協賛：東邦ガス、川島鉄工所、リズム、日本損保、テックササキ、まこと、名古屋トヨペット、宝交通、Colors、不二木材工業、名古屋学院大学、円銘、愛知時計電機、リュウテック、青電社、三機、名古屋鉄道、大興油脂、アサヒビール、名古屋市立宮中学校卒業生有志一同、中部熔材弥富、名古屋パーテーション、テラ、日本ゼネラルフード、イーブイ愛知、第49青経塾一同、第93青経塾一同、日本特殊陶業、ヨコタエンタープライズ、サンエース
- 後援：愛知県、名古屋市、熱田区、名古屋市美術館、CBCコミュニケーションズ
- 配給：イオンエンターテイメント、ジジックス・スタジオ
- 製作：『名も無い日』製作委員会（日比遊一フィルムプロジェクト有限責任事業組合、イオンエンターテイメント、博報堂DYメディアパートナーズ、博報堂DYミュージック&ピクチャーズ、CBCテレビ、中日新聞社、アクアリング、FFEホールディングス）